# 엔틀레부흐
엔틀레부흐(독일어: Entlebuch)는 스위스 루체른주에 있는 지자체이다. 이곳은 엔틀레부흐구의 소재지이다. 이 지역은 2001년 유네스코에 의해 생물권보전지역으로 지정되었다.

## 역사
엔틀레부흐는 1157년에 Entilibuoch, Entelinbuoch로 처음 언급되었다. 그 당시에는 성 블라시엔 수도원이 소유하고 있었고, 나중에 볼후젠의 지역 영주에게 넘어갔고, 1300년 이전에 합스부르크 왕가에 매각했다. 14세기 동안 합스부르크 왕가가 나올 때까지 여러 합스부르크 가문이 소유했다. 젬파흐 전투(1386) 이후 루체른에게 이 지역의 통제권을 잃었다. 엔틀레부흐는 1513년에 시장을 소유할 수 있는 권리를 받았다. 1596년부터 엔틀레부흐 영지(현대 엔틀레부흐 지역의 전신)의 행정구역이었다. 1651년 풀링 공장을 건설하였고, 1720년에 공장을 건설했다. 1776-1780년에 새로운 교회가 세워졌다. 1840년대에서 1850년대에 요한 아커만에 의해 더 많은 섬유공장이 건설되었으며, 1867년에 섬유 회사로 통합되었다. (공장은 1971년에 생산을 중단하고 회사는 아커만 통신 판매 전문점 AG로 존속한다. 수력발전소는 1905년에 지어졌고 계속 운영되고 있다. 시정촌은 1798년에 설립되었다. 엔틀레 계곡의 정착은 1450년대에 약 2,200명, 1715년에 5,400명의 인구로 비교적 늦게 시작되었다. (엔틀레부흐 교구: 1745년 1,470명). 엔틀레부흐 시의 인구는 산업화의 결과로 1798년 1,830명에서 1850년 3,085명으로 19세기 전반부에 증가했다. 1850년 이후에는 다시 감소하여 1900년에는 2,677명에 이르렀고 20세기에는 다시 약간 증가하여 2000년에는 3,366명으로 늘었다.

## 지리
엔틀레부흐의 면적은 57k㎡이다. 이 면적 중 50.1%는 농업용으로 사용되고 42.6%는 산림이다. 나머지 토지 중 3.7%는 정착지(건물 또는 도로)이고 나머지(3.6%)는 비생산적(강, 빙하 또는 산)이다. 1997년 토지조사에서 전체 토지의 42.61%가 산림이었다. 농경지 중 48.86%는 경작이나 목초지로 사용되며, 1.19%는 과수원이나 덩굴 작물에 사용된다. 정착 지역 중 1.86%는 건물, 0.21%는 산업, 0.16%는 특별 개발, 0.02%는 공원 또는 녹지, 1.46%는 교통 기반 시설로 덮여 있다. 비생산적인 지역 중 0.84%는 비생산적인 흐르는 물(강)이고 2.79%는 기타 비생산적인 토지이다.
시정촌은 엔틀렌강과 클라이네엠메강의 오른쪽 제방에 있다. 엔틀레부흐 마을은 엔틀렌강이 엠메강으로 합류하는 지점에 있다. 엔틀레부흐 마을과 에브네트, 핀슈터발트, 렌크, 롬트무스, 그펠렌(1970년부터 스키리조트)의 마을구역과 디플리슈반트 an der Fontanne 구역으로 구성되어 있다.

## 인구 통계
2020년 12월 31일 기준, 엔틀레부흐의 인구는 3,230명이다. 2007년 기준으로 전체 인구의 4.4%가 외국인이다. 지난 10년 동안 인구는 -3.4%의 비율로 감소했다. 2000년 기준, 인구 대부분인 96.7%가 독일어를 사용하며, 알바니아어가 2위(0.7%)이고, 이탈리아어가 3위(0.6%)이다.
2007년 선거에서 가장 인기 있는 정당은 43%의 득표율을 기록한 CVP였다. 다음으로 가장 인기 있는 세 정당은 SVP (29.7%), FDP (21.3%), SPS (2.5%)였다.
엔틀레부흐의 연령 분포는 다음과 같다. 862명(인구의 26.2%)이 0-19세이다. 815명(24.8%)이 20-39세이고, 1,035명(31.5%)이 40-64세이다. 노인 인구 분포는 400명(12.2%)가 65-79세, 151명(4.6%)이 80-89세, 23명(0.7%)이 90세 이상이다. 엔틀레부흐에서는 인구의 약 58.5%(25-64세 사이)가 비필수 고등교육 또는 추가 고등교육(대학 또는 응용학문대학)을 완료했다. 2000년 현재 1,157가구 중 326가구(약 28.2%)가 1인 가구이다. 211명(약 18.2%)은 5인 이상의 대가족이다. 2000년 기준으로 시정촌에는 672개의 주거용 건물이 있었고, 그중 409개는 주택으로만 건축되었으며, 263개는 주상 복합 건물이었다. 자치단체에는 단독주택 239채, 다가구주택 96채, 다가구주택 74채가 있었다. 대부분의 집은 230층 또는 122층 구조였다. 단층 건물은 22채, 4층 이상 건물은 35채에 불과했다.
엔틀레부흐의 실업률은 0.84%이다. 2005년 기준으로 1차 경제 부문에 463명이 고용되어 있으며, 이 부문에 약 178개 기업이 참여하고 있다. 399명이 2차 부문에 고용되어 있고, 이 부문에 48개의 기업이 있다. 1,030명이 3차 부문에 고용되어 있으며, 이 부문에는 97개의 기업이 있다. 2000년 현재 자치체 인구의 47%가 어느 정도 고용되어 있다. 같은 기간 여성은 전체 노동력의 38.1%를 차지했다.
2000년 인구 조사에서 엔틀레부흐의 종교 회원은 다음과 같았다. 2,950명(87.6%)은 로마 가톨릭 교도이고, 148명(4.4%)은 개신교이며, 19명(0.56%)은 다른 기독교 신앙을 갖고 있다. 이슬람교는 67명(인구의 1.99%)이다. 나머지 중 다른 종교에 속한 개인은 11명(0.33%), 조직화된 종교에 속하지 않은 사람은 41명(1.22%), 질문에 답변하지 않은 사람이 130명(3.86%)이었다.
역사적 인구는 다음 표에 나와 있다.
| 년도 | 인구  |
| ---- | ----- |
| 1745 | 1,470 |
| 1798 | 1,830 |
| 1816 | 2,314 |
| 1837 | 2,741 |
| 1850 | 3,085 |
| 1900 | 2,677 |
| 1950 | 3,190 |
| 2000 | 3,366 |

## 기후
엔틀레부흐의 연간 강우량은 평균 150.5일이며, 평균 강수량은 1,487mm이다. 가장 습한 달은 8월로 엔틀레부흐의 평균 강수량은 173mm이다. 그달의 평균 강수량은 13.2일이다. 강수량이 가장 많은 달은 5월로 평균 15.1일이지만, 강수량은 148mm에 불과했다. 일년 중 가장 건조한 달은 10월이며, 13.2일 동안 평균 강수량이 91mm이다.

## 교통
이 지역 사회는 베른-루체른 철도 노선상에 있으며 엔틀레부흐역이 있다. 또한 개별 지구는 엔틀레부흐-에브네트 및 엔틀레부흐-핀슈터발트-그펠렌 포스트버스 노선을 통해 접근할 수 있다.
엔틀레부흐는 도로(루체른-) 볼후젠-베른 및 (루체른-) 볼후젠-툰(샬렌베르크 경유)에 있다. 가장 가까운 고속도로 연결은 에멘-쥐트에서 29km, 다크머젤렌에서 30km 떨어져 있다. 둘 다 A2 고속도로 상에 있다.